# Liste der Baudenkmale in Tolaga Bay
Die Liste der Baudenkmale in Tolaga Bay umfasst alle vom New Zealand Historic Places Trust (NZHPT) als „Historic Place“ oder „Historic Area“ eingestuften Baudenkmale und Flächendenkmale der neuseeländischen Ortschaft Tolaga Bay. Die Angaben stammen aus dem Register des NZHPT. Die Bezeichnungen der Baudenkmale orientieren sich an diesem Register. In die Liste werden auch bekannte Wahi Tapu (Area), kulturell und religiös bedeutsame Stätten und Gebiete der Māori, aufgenommen. Sie werden jedoch meist nicht publiziert.

| Bild                                  | Bezeichnung                             | Ort        | Anschrift                                      | Beschreibung                               | Bauzeit   | Eintrag       | Nummer | Kat. |
| ------------------------------------- | --------------------------------------- | ---------- | ---------------------------------------------- | ------------------------------------------ | --------- | ------------- | ------ | ---- |
| weitere Bilder                        | Tolaga Bay Wharf                        | Tolaga Bay | Wharf Road Karte                               | Landungsbrücke in der Tolaga Bay           | 1926–1929 | 5. April 1984 | 3516   | 1    |
| BW                                    | Cottage                                 | Tolaga Bay | Cook Street Karte                              | Wohnhaus                                   | n. a.     | 5. April 1984 | 3558   | 2    |
| BW                                    | Australia and New Zealand Bank Building | Tolaga Bay | 45 Cook Street Karte                           | Filiale der Bank of New Zealand, ehemalige | n. a.     | 5. April 1984 | 3559   | 2    |
| Uawa County Council Building (Former) | Uawa County Council Building (Former)   | Tolaga Bay | 31 Solander Street und Endeavour Street Karte  | Verwaltungsgebäude des Uawa County Council | n. a.     | 5. April 1984 | 3560   | 2    |
| BW                                    | St Andrew’s Church (Anglican)           | Tolaga Bay | 29 Solander Street und Endeavour Street Karte  | Kirche, anglikanische                      | n. a.     | 5. April 1984 | 3561   | 2    |
| BW                                    | Cottage                                 | Tolaga Bay | Resolution Street und Monkhouse Street Karte   | Wohnhaus                                   | n. a.     | 5. April 1984 | 3562   | 2    |
| BW                                    | Tolaga Bay Courthouse (Former)          | Tolaga Bay | 17 Monkhouse Street Karte                      | Gerichtsgebäude, ehemaliges                | n. a.     | 5. April 1984 | 3563   | 2    |
| BW                                    | Reynolds Hall                           | Tolaga Bay | 11 Monkhouse Street und Endeavour Street Karte | Gemeindesaal                               | n. a.     | 5. April 1984 | 3564   | 2    |
|                                       | Pits                                    | Tolaga Bay | Iwinui Station, Tauwhareparae Road             | Gruben                                     |           |               | 6531   | 2    |
|                                       | Pits/Terraces                           | Tolaga Bay | Iwinui Station, Tauwhareparae Road             | Gruben/Terrassen                           |           |               | 6540   | 2    |
|                                       | Pits                                    | Tolaga Bay | Iwinui Station, Tauwhareparae Road             | Gruben                                     |           |               | 6541   | 2    |
|                                       | Pits                                    | Tolaga Bay | Iwinui Station, Tauwhareparae Road             | Gruben                                     |           |               | 6542   | 2    |
|                                       | Ngapopohia                              | Tolaga Bay | Mangaheia Station, Tauwhareparae Road          | Gruben                                     |           |               | 6543   | 2    |
|                                       | Pa                                      | Tolaga Bay | Mangaheia Station, Tauwhareparae Road          | Pā                                         |           |               | 6544   | 2    |
|                                       | Pits                                    | Tolaga Bay | Tauwhareparae Road                             | Gruben                                     |           |               | 6545   | 2    |
|                                       | Ratau                                   | Tolaga Bay | Mangaheia Station, Tauwhareparae Road          | Gruben/Terrassen                           |           |               | 6546   | 2    |
|                                       | Pa                                      | Tolaga Bay | Mangaheia Station, Tauwhareparae Road          | Pā                                         |           |               | 6547   | 2    |
|                                       | Mangaheia Station                       | Tolaga Bay | Tauwhareparae Road                             | Gruben/Terrassen                           |           |               | 6548   | 2    |
|                                       | Gunfighter Pa                           | Tolaga Bay | Mangaheia Station, Tauwhareparae Road          | Pā                                         |           |               | 6549   | 2    |
|                                       | Pits/Terraces                           | Tolaga Bay | Mangaheia Station, Tauwhareparae Road          | Gruben/Terrassen                           |           |               | 6550   | 2    |
|                                       | Pits                                    | Tolaga Bay | Mangaheia Station, Tauwhareparae Road          | Gruben                                     |           |               | 6551   | 2    |
|                                       | Pits                                    | Tolaga Bay | Mangaheia Station, Tauwhareparae Road          | Gruben                                     |           |               | 6552   | 2    |
|                                       | Pits                                    | Tolaga Bay | Mangaheia Station, Tauwhareparae Road          | Gruben                                     |           |               | 6553   | 2    |
|                                       | Pits                                    | Tolaga Bay | Mangaheia Station, Tauwhareparae Road          | Gruben                                     |           |               | 6554   | 2    |
|                                       | Pits                                    | Tolaga Bay | Mangaheia Station, Tauwhareparae Road          | Gruben                                     |           |               | 6555   | 2    |
|                                       | Pa                                      | Tolaga Bay | Mangaheia Station, Tauwhareparae Road          | Pā                                         |           |               | 6556   | 2    |
|                                       | Taharangi                               | Tolaga Bay | Iwinui Station, Tauwhareparae Road             |                                            |           |               | 6626   | 2    |
|                                       | Haparangi                               | Tolaga Bay | Iwinui Station, Tauwhareparae Road             |                                            |           |               | 6627   | 2    |
|                                       | Te Raroa                                | Tolaga Bay | Titirangi Station, Main Highway 35             |                                            |           |               | 6628   | 2    |
|                                       | Pits                                    | Tolaga Bay | Titirangi Station, Main Highway 35             | Gruben                                     |           |               | 6630   | 2    |
|                                       | Pits                                    | Tolaga Bay | Titirangi Station, Main Highway 35             | Gruben                                     |           |               | 6631   | 2    |
|                                       | Pits                                    | Tolaga Bay | Titirangi Station, Main Highway 35             | Gruben                                     |           |               | 6632   | 2    |
|                                       | Pits                                    | Tolaga Bay | Titirangi Station, Main Highway 35             | Gruben                                     |           |               | 6633   | 2    |
|                                       | Pits                                    | Tolaga Bay | Titirangi Station, Main Highway 35             | Gruben                                     |           |               | 6634   | 2    |
|                                       | Pits                                    | Tolaga Bay | Titirangi Station, Main Highway 35             | Gruben                                     |           |               | 6635   | 2    |
|                                       | Terraces                                | Tolaga Bay | Titirangi Station, Main Highway 35             | Terrassen                                  |           |               | 6636   | 2    |
|                                       | Pits                                    | Tolaga Bay | Titirangi Station, Main Highway 35             | Gruben                                     |           |               | 6637   | 2    |
|                                       | Pits                                    | Tolaga Bay | Iwinui Station, Tauwhareparae Road             | Gruben                                     |           |               | 6638   | 2    |
|                                       | Hikatu                                  | Tolaga Bay | Iwinui Station, Tauwhareparae Road             |                                            |           |               | 6639   | 2    |
|                                       | Pits                                    | Tolaga Bay | Iwinui Station, Tauwhareparae Road             | Gruben                                     |           |               | 6640   | 2    |
|                                       | Pits                                    | Tolaga Bay | Titirangi Station, Main Highway 35             | Gruben                                     |           |               | 6642   | 2    |
|                                       | Pits                                    | Tolaga Bay | Titirangi Station, Main Highway 35             | Gruben                                     |           |               | 6643   | 2    |
|                                       | Te Raroa                                | Tolaga Bay | Titirangi Station, Main Highway 35             | Gruben                                     |           |               | 6644   | 2    |
|                                       | Pits/Terrace                            | Tolaga Bay | Titirangi Station, Main Highway 35             | Gruben/Terrasse                            |           |               | 6645   | 2    |
|                                       | Pits                                    | Tolaga Bay | Titirangi Station, Main Highway 35             | Terrassen/Gruben                           |           |               | 6646   | 2    |
|                                       | Pa                                      | Tolaga Bay | Titirangi Station, Main Highway 35             | Pa                                         |           |               | 6647   | 2    |
|                                       | Pits/Terraces                           | Tolaga Bay | Titirangi Station, Main Highway 35             | Gruben/Terrassen                           |           |               | 6648   | 2    |
|                                       | Pit Complex                             | Tolaga Bay | Titirangi Station, Main Highway 35             | Gruben                                     |           |               | 6650   | 2    |
|                                       | Pits                                    | Tolaga Bay | Titirangi Station, Main Highway 35             | Gruben                                     |           |               | 6651   | 2    |
|                                       | Te Kararoa                              | Tolaga Bay | Titirangi Station, Main Highway 35             |                                            |           |               | 6652   | 2    |
|                                       | Midden                                  | Tolaga Bay | Titirangi Station, Main Highway 35             | Abfallhaufen                               |           |               | 6653   | 2    |